# Hochflutlehm
Als Hochflutlehm werden feinkörnige, fluviatile Sedimente bezeichnet. Hochflutlehme sind aus sandigen, tonigen, meist karbonatfreien Schluffen zusammengesetzt. Sie werden in Phasen verstärkter Bodenerosion im Einzugsgebiet sedimentiert, die in Zusammenhang mit klimatischen Schwankungen im Pleistozän stehen.

## Genese und Stratigrafie
Hochflutlehme wie auch Hochflutsande sind sowohl innerhalb als auch im Liegenden und Hangenden der eiszeitlichen Niederterrasse abgelagert worden. Die jüngsten Hochflutlehme sind am Niederrhein aus dem frühen Holozän (Präboreal) bekannt. Hochflutablagerungen unterscheiden sich von den eigentlichen pleistozänen Terrassenkörpern durch die sehr feinkörnige Ausbildung.
Die Literatur unterscheidet vielfach nicht zwischen  Hochflutlehm und Auelehm (Holozän); teilweise werden die Begriffe Auelehm, Hochflutlehm und Hochflutsediment synonym verwendet. Hochflutsedimente befinden sich im Vergleich zu den Auenlehmen immer in morphologisch höher gelegenen Positionen und sind durch die Entwicklung von Parabraunerdebildungen gekennzeichnet, während sich aus den Ablagerungen von Auelehmen in der Regel Braunerden bilden.

## Hochflutlehm in der Niederrheinischen Bucht
Hochflutablagerungen gelten in der Niederrheinischen Bucht als eine komplexe genetische und stratigrafische Gesteinsformation.
Es werden im Rhein-Maas-Gebiet  ältere Hochflutablagerungen (vor dem Alleröd-Interstadial entstanden) und jüngere Hochflutablagerungen (an der Wende Pleistozän / Holozän abgelagert) unterschieden. Im Maas-Gebiet sind Hochflutlehme bekannt, deren Sedimentation in der Ältesten Dryaszeit begann und im Bölling-Interstadial beendet war (11.850 bis 11.590 Jahre v. Chr.). Im Gebiet von Arcen en Velden sind auch Hochflutlehme bekannt, die bereits vor 13.000 Jahren v. Chr. entstanden sind. Auch aus der Gegend südlich von Köln sind, zum Teil molluskenführende Hochflutlehme und -sande bekannt, die noch vor dem Alleröd-Interstadial sedimentiert wurden.
Die meisten Hochflutlehme sind an der Wende der Jüngeren Dryaszeit zum Präboreal (10.000 bis 9500 Jahre v. Chr.) abgelagert worden. Hochflutablagerungen stellen in der Niederrheinischen Bucht Ablagerungen dar, die sich bei der Eintiefung der verwilderten Flusssysteme bei der beginnenden Klimaverbesserung am Ende der Eiszeit gebildet haben.
Hochflutlehme sind in der Niederrheinischen Bucht in drei petrografischen Faziesausbildungen bekannt: Hochflutlehm im engeren Sinn, sandiger Hochflutlehm und schluffiger Hochflutlehm. Die Zusammensetzung variiert in Abhängigkeit von der Strömungsgeschwindigkeit und der Distanz zur Hauptstromrinne. Innerhalb eines Hochflutkörpers können verschiedene petrografische Zusammensetzungen ausgebildet sein. Während Hochflutsande höhere Strömungsgeschwindigkeiten und eine geringe Entfernung zur Hauptstromrinne anzeigen, werden Hochflutlehme auf flachen Überflutungsebenen im Bereich niedriger Strömungsgeschwindigkeit sedimentiert.

## Belege
1. ↑  Günther Reichelt Die Schichten des Hochflutlehms
2. ↑  Litholex der Bundesanstalt für geowissenschaften und Rohstoffe, interaktive, regionale Suche, abgerufen am 29. Dezember 2012
3. ↑  Geologisches Landesamt NRW: Geologie am Niederrhein, Krefeld 1988, S. 58
4. ↑  Klaus Kern: Grundlagen naturnaher Gewässergestaltung. Springer DE, 1994, ISBN 978-3-540-57538-2, Siedlungsgeschichte und Auenlehmbildung in Deutschland, S. 101.
5. 1 2  Josef Klostermann: Geologie der Niederrheinischen Bucht. Geologischer Dienst NRW, Krefeld 1992, ISBN 978-3860299258, S. 153
6. ↑   Josef Klostermann: Geologie der Niederrheinischen Bucht, Geologischer Dienst NRW, Krefeld 1992, ISBN 978-3860299258, S. 153–154
7. ↑   Josef Klostermann: Geologie der Niederrheinischen Bucht. Geologischer Dienst NRW, Krefeld 1992, ISBN 978-3860299258, S. 154